# Air Force 1 (Schuh)

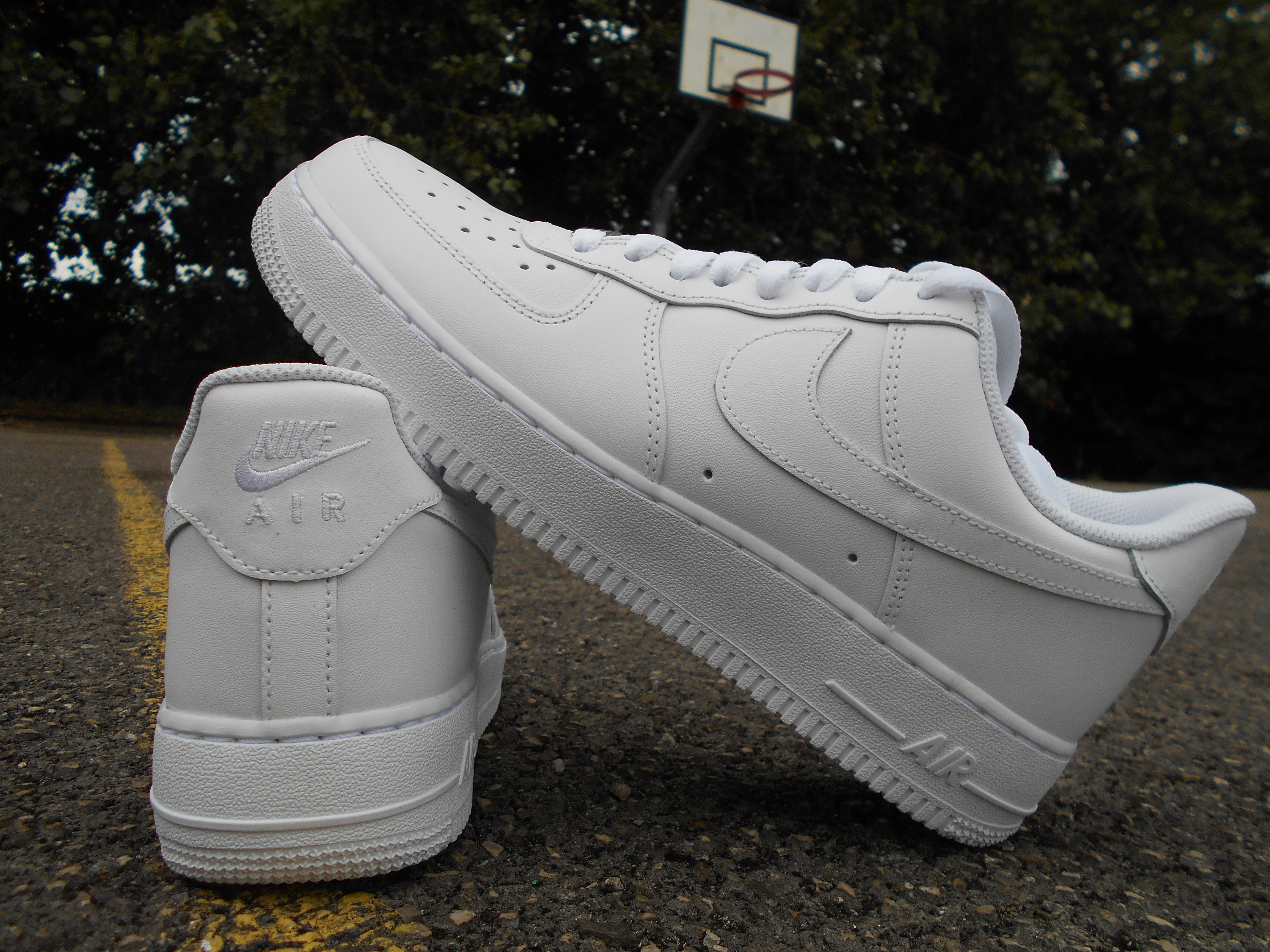
Nike Air Force 1 mit Low-Top, also kurzem Schaft

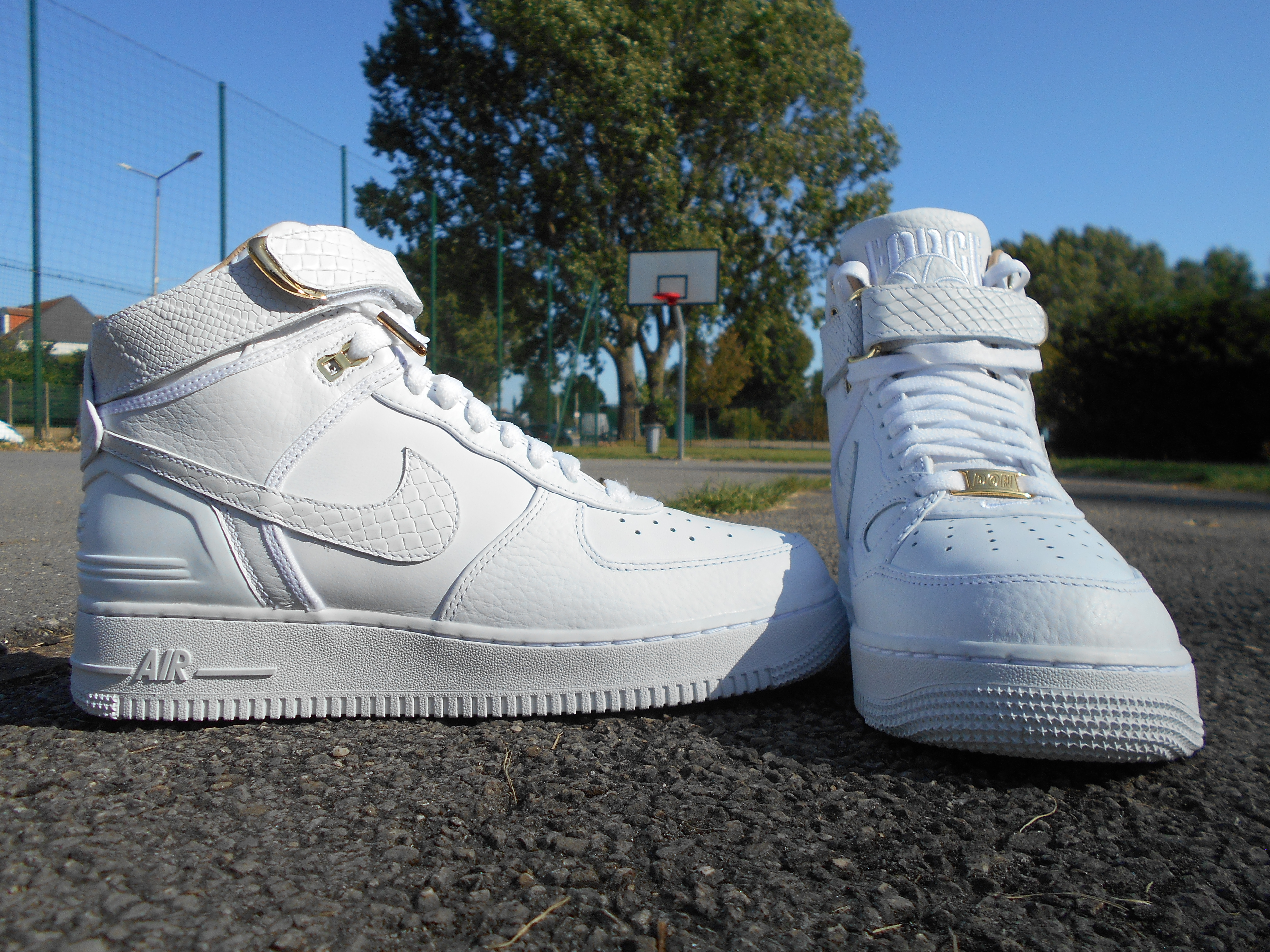
Nike Air Force 1 mit High-Top, also hohem Schaft

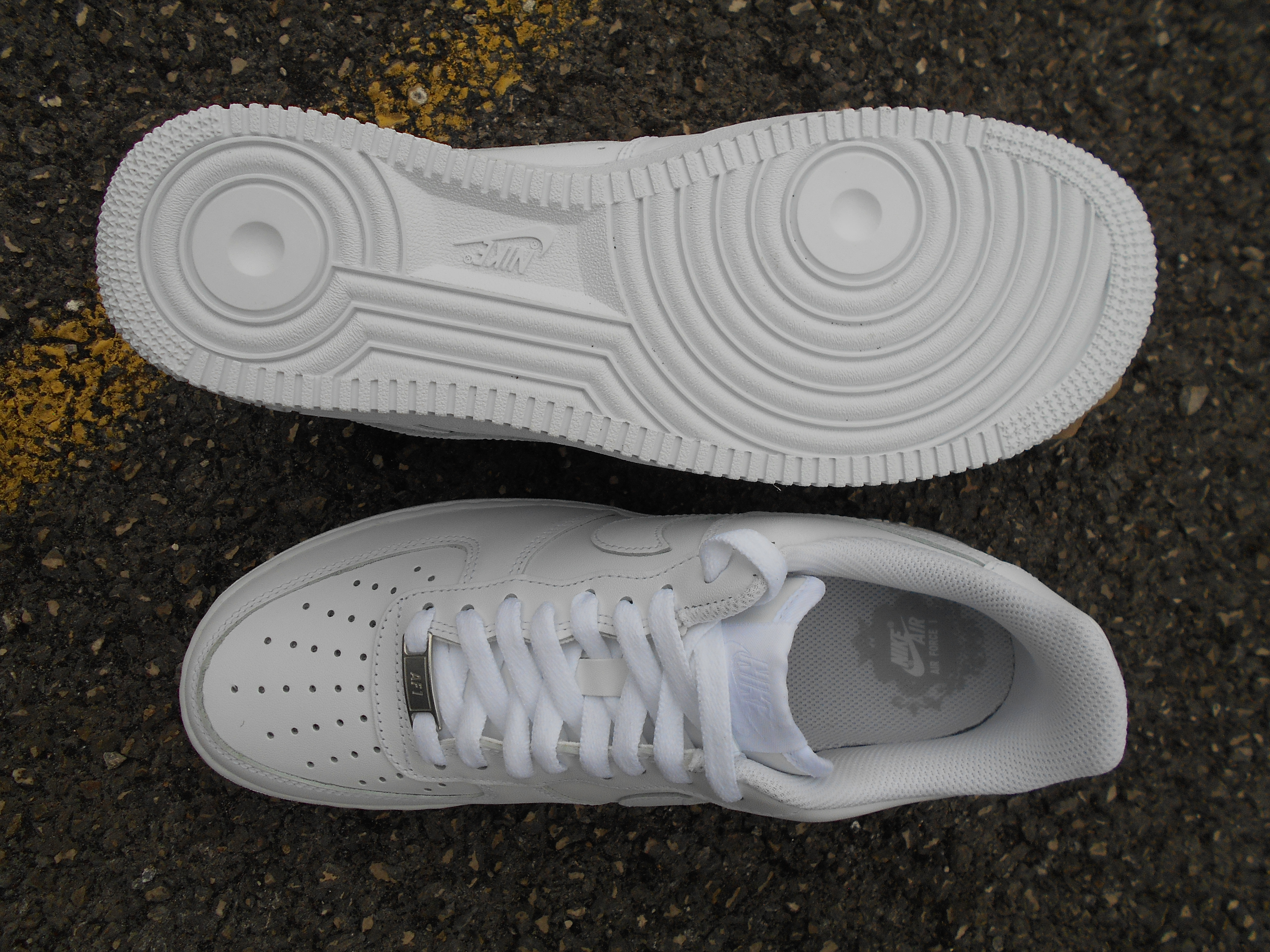
Nike Air Force 1, Unterseite und Oberseite

Der Air Force 1 ist ein Basketballschuh des Sportartikelherstellers Nike. Er wurde 1982 auf den Markt gebracht und war vor allem als Streetstyle-Schuh in der Hip-Hop-Szene bekannt. Insgesamt wurden in den letzten 38 Jahren über 1.800 Modelle in unzähligen verschiedenen Farb- und Materialkombinationen entwickelt.

## Entstehung/Geschichte
1979 brachte Nike mit dem Tailwind seinen ersten Laufschuh mit Air-Technologie auf den Markt. Hierbei wurde eine mit einem Edelgasgemisch (nicht etwa wie oft fälschlicherweise angenommen nur Luft) gefüllte Schicht in die Sohle der Schuhe integriert, um die beim Laufen entstehenden Belastungen zu reduzieren. Nachdem sich diese Technologie bewährte, begann Nike damit, das Schuhdesign an die speziellen Bedürfnisse anderer Sportarten anzupassen. Basketball bot sich hierbei aufgrund seiner hohen Popularität verbunden mit den hier für die Sportler entstehenden, enormen körperlichen Belastungen beim Springen an.
1982 kam der Air Force 1 auf den Markt. Er war der erste Basketballschuh, der die Nike-Air-Technologie beinhaltete. Ursprünglich wurde der Air Force 1 für Spieler wie Moses Malone und Jeff Ruland entwickelt, aber er wurde auch von anderen Basketball-Legenden getragen.
Nach dem Auslaufen der ersten Produktionswelle des Air Force 1 1984 änderte sich die Wahrnehmung der Nike-Kunden plötzlich. Die Nachfrage nach dem Basketball-Sneaker stieg. Drei Einzelhändler aus Baltimore – „Downtown Locker Room“, „Cinderella Shoes“, „Charley Rudo’s Sports“ – konnten Nike schließlich dazu bewegen, eine ganz neue Serie in verschiedenen Farbdesigns aufzulegen. Auch wenn sich anfänglich die Nachfrage hauptsächlich auf die Ostküste der USA konzentrierte, wuchs die Popularität des Air Force 1 stetig. Vor allem die Hip-Hop-Szene entdeckte ihn für sich und machte ihn populär.
Im Jahr 2013 entwickelte sich in Deutschland ein großer Hype um die Nike-Sneakers. Der Air Force 1 konnte gemeinsam mit den Nike Air Max und Nike Frees den größten Umsatz einbringen. Es wurden während dieser Zeit sämtliche neuen Designs entwickelt, wobei die klassisch-weiße Variante sich als die Populärste entpuppte.
Zunächst gab es den Air Force 1 nur als hohe und niedrige Version. Später kam dann auch die mittelhohe dazu.

## Designer

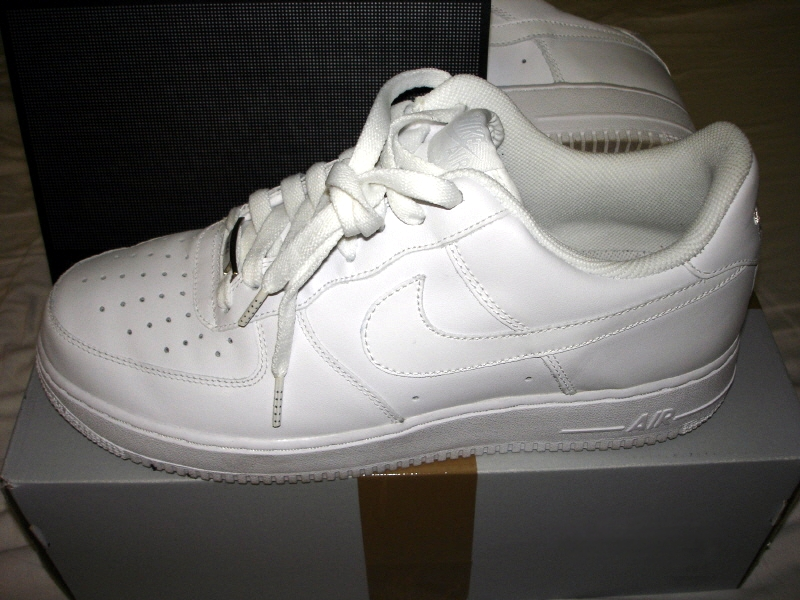
Nike Air Force 1 low white, Model 2007

Entworfen hat den Air Force 1 Bruce Kilgore. Als ehemaliger Designer und Bildhauer kam Kilgore 1979 zu Nike, im gleichen Jahr, als Nike die Air-Technologie vorstellte. Zusätzlich zum Air Force 1 hat Kilgore auch den Air Jordan II, den Air 180 und den Sock Racer entwickelt.

## Verschiedenes
- 1983 wird der High-Top Air Force 1 von erfolgreichen NBA-Spielern (den „Original Six“) dieser Zeit getragen: Michael Cooper, Bobby Jones, Moses Malone, Calvin Natt, Mychal Thompsen und Jamaal Wilkes.[5]
- 2002 widmete der US-Rapper Nelly, zusammen mit Kyjuan, Murphy Lee und Ali, dem Air Force 1(s) einen gleichnamigen Track auf seinem Album Nellyville.
- Auch die deutschen Rapper Kool Savas und Jan Delay widmeten diesem Schuh einen Song. Den Song von Kool Savas stellte MZEE.com als Download zur Verfügung. Der Song von Jan Delay ist unter dem Namen Boba Ffett – King Nike Air auf der Eimsbush Style Liga Vol.1 erhältlich.
- 2007 wurde anlässlich des 25-jährigen Jubiläums des Sneakers der Song Classic (Better Than I’ve Ever Been) in Auftrag gegeben. Dafür engagierte Nike die Rapper Kanye West, Nas, KRS-One und Rakim. Der Nike Air Force 1 Remix wurde von DJ Premier produziert.